# Kofi Sarkodie
Kofi Kwarteng Frempong Sarkodie (Huber Heights, 22 marzo 1991) è un ex calciatore statunitense, di origini ghanesi, di ruolo difensore.